# Kaleem Simon
Kaleem Strawbrige-Simon (Londra, 8 luglio 1996) è un calciatore montserratiano, attaccante del Gulf United e della nazionale montserratiana.

## Carriera

### Club
Ha giocato nella prima divisione irlandese.

### Nazionale
Il 28 marzo 2021 ha esordito con la nazionale montserratiana giocando l'incontro pareggiato 1-1 contro l'El Salvador, valido per le qualificazioni al campionato mondiale di calcio 2022.

## Statistiche

### Presenze e reti nei club
Statistiche aggiornate al 12 ottobre 2021.
| Stagione             | Squadra              | Campionato           | Campionato | Campionato | Coppe nazionali | Coppe nazionali | Coppe nazionali | Coppe continentali | Coppe continentali | Coppe continentali | Altre coppe | Altre coppe | Altre coppe | Totale | Totale |
| Stagione             | Squadra              | Comp                 | Pres       | Reti       | Comp            | Pres            | Reti            | Comp               | Pres               | Reti               | Comp        | Pres        | Reti        | Pres   | Reti   |
| -------------------- | -------------------- | -------------------- | ---------- | ---------- | --------------- | --------------- | --------------- | ------------------ | ------------------ | ------------------ | ----------- | ----------- | ----------- | ------ | ------ |
| 2014                 | UCD                  | PD                   | 3          | 0          |                 | -               | -               |                    | -                  | -                  |             | -           | -           | 3      | 0      |
| 2015                 | Longford Town        | PD                   | 25         | 2          | CI+CdL          | 2+1             | 0               |                    | -                  | -                  |             | -           | -           | 28     | 2      |
| 2016                 | Longford Town        | PD                   | 29         | 1          | CdL             | 1               | 0               | -                  | -                  | -                  | -           | -           | -           | 30     | 1      |
| Totale Longford Town | Totale Longford Town | Totale Longford Town | 54         | 3          |                 | 4               | 0               |                    | -                  | -                  |             | -           | -           | 58     | 3      |
| 2017                 | Bohemians            | PD                   | 15         | 0          |                 | -               | -               |                    | -                  | -                  |             | -           | -           | 15     | 0      |
| 2017                 | Longford Town        | 1D                   | 5          | 0          | CI              | 1               | 0               |                    | -                  | -                  |             | -           | -           | 6      | 0      |
| 2018                 | Cabinteely           | 1D                   | 8          | 0          | CdL             | 1               | 0               |                    | -                  | -                  |             | -           | -           | 9      | 0      |
| 2019                 | Athlone Town         | 1D                   | 17         | 2          |                 | -               | -               |                    | -                  | -                  |             | -           | -           | 17     | 2      |
| 2020                 | Wexford Youths       | 1D                   | 8          | 2          | CdL             | 1               | 0               |                    | -                  | -                  |             | -           | -           | 9      | 2      |
| 2020-2021            | Welling Utd          | NLS                  | 4          | 0          |                 | -               | -               |                    | -                  | -                  |             | -           | -           | 4      | 0      |
| 2021                 | Drogheda Utd         | PD                   | 0          | 0          |                 | -               | -               |                    | -                  | -                  |             | -           | -           | 0      | 0      |
| Totale carriera      | Totale carriera      | Totale carriera      | 114        | 7          |                 | 7               | 0               |                    | -                  | -                  |             | -           | -           | 121    | 7      |

### Cronologia presenze e reti in nazionale
| Cronologia completa delle presenze e delle reti in nazionale ― Montserrat | Cronologia completa delle presenze e delle reti in nazionale ― Montserrat | Cronologia completa delle presenze e delle reti in nazionale ― Montserrat | Cronologia completa delle presenze e delle reti in nazionale ― Montserrat | Cronologia completa delle presenze e delle reti in nazionale ― Montserrat | Cronologia completa delle presenze e delle reti in nazionale ― Montserrat | Cronologia completa delle presenze e delle reti in nazionale ― Montserrat | Cronologia completa delle presenze e delle reti in nazionale ― Montserrat |
| Data                                                                      | Città                                                                     | In casa                                                                   | Risultato                                                                 | Ospiti                                                                    | Competizione                                                              | Reti                                                                      | Note                                                                      |
| ------------------------------------------------------------------------- | ------------------------------------------------------------------------- | ------------------------------------------------------------------------- | ------------------------------------------------------------------------- | ------------------------------------------------------------------------- | ------------------------------------------------------------------------- | ------------------------------------------------------------------------- | ------------------------------------------------------------------------- |
| 24-3-2021                                                                 | Willemstad                                                                | Antigua e Barbuda                                                         | 2 – 2                                                                     | Montserrat                                                                | Qual. Mondiali 2022                                                       | -                                                                         | 60’                                                                       |
| 28-3-2021                                                                 | Willemstad                                                                | Montserrat                                                                | 1 – 1                                                                     | El Salvador                                                               | Qual. Mondiali 2022                                                       | -                                                                         | 19’                                                                       |
| 2-6-2021                                                                  | San Cristóbal                                                             | Montserrat                                                                | 4 – 0                                                                     | Isole Vergini Americane                                                   | Qual. Mondiali 2022                                                       | -                                                                         | 81’                                                                       |
| 9-6-2021                                                                  | Saint George's                                                            | Grenada                                                                   | 1 – 2                                                                     | Montserrat                                                                | Qual. Mondiali 2022                                                       | -                                                                         | 71’                                                                       |
| 3-7-2021                                                                  | Fort Lauderdale                                                           | Trinidad e Tobago                                                         | 6 – 1                                                                     | Montserrat                                                                | Qual. Gold Cup 2021                                                       | -                                                                         |                                                                           |
| 5-6-2022                                                                  | Santo Domingo                                                             | Montserrat                                                                | 1 – 2                                                                     | Guyana                                                                    | CONCACAF Nations League 2022-2023 - Fase a gironi                         | -                                                                         |                                                                           |
| 7-6-2022                                                                  | Santo Domingo                                                             | Haiti                                                                     | 3 – 2                                                                     | Montserrat                                                                | CONCACAF Nations League 2022-2023 - Fase a gironi                         | 1                                                                         |                                                                           |
| 12-6-2022                                                                 | Santo Domingo                                                             | Montserrat                                                                | 3 – 2                                                                     | Bermuda                                                                   | CONCACAF Nations League 2022-2023 - Fase a gironi                         | -                                                                         |                                                                           |
| 25-3-2023                                                                 | Lookout                                                                   | Montserrat                                                                | 0 – 4                                                                     | Haiti                                                                     | CONCACAF Nations League 2022-2023 - Fase a gironi                         | -                                                                         | 31’                                                                       |
| 29-3-2023                                                                 | Saint Michael                                                             | Guyana                                                                    | 0 – 0                                                                     | Montserrat                                                                | CONCACAF Nations League 2022-2023 - Fase a gironi                         | -                                                                         |                                                                           |
| Totale                                                                    |                                                                           | Presenze                                                                  | 10                                                                        |                                                                           | Reti                                                                      | 1                                                                         |                                                                           |